# János Kalmár
János Kalmár (* 16. dubna 1942 Budapešť, Maďarsko) je bývalý maďarský sportovní šermíř, který se specializoval na šerm šavlí. Maďarsko reprezentoval na přelomu šedesátých a sedmdesátých let. Na olympijských hrách startoval v roce 1968 v soutěži družstev. V roce 1969 obsadil druhé místo na mistrovství světa v soutěži jednotlivců. S maďarským družstvem šavlistů vybojoval na olympijských hrách 1968 bronzovou olympijskou medaili a v roce 1970 obsadil na mistrovství světa s družstvem druhé místo.